# Laphria thoracica
Laphria thoracica là một loài ruồi trong họ Asilidae. Laphria thoracica được Fabricius miêu tả năm 1805.